# Gewerbehaus (Bremen)

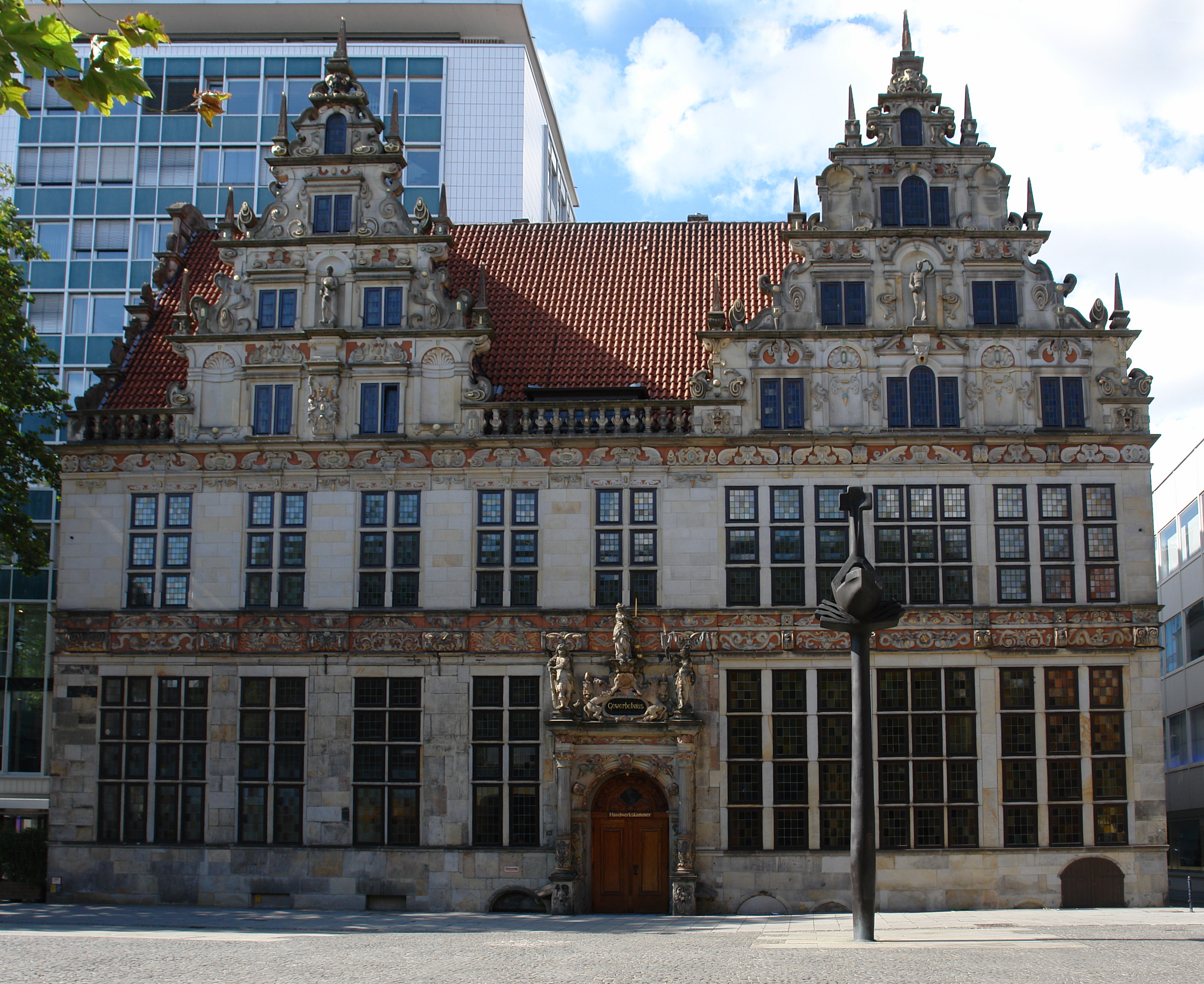
Gewerbehaus mit Ansgar-Säule
links: Venusgiebel, rechts: Merkurgiebel

Das Gewerbehaus in Bremen - Mitte am Ansgarikirchhof, Ansgaritorstraße 24, ist ein repräsentatives Bauwerk aus dem frühen 17. Jahrhundert und Sitz der ältesten deutschen Handwerkskammer, der 1849 gegründeten Handwerkskammer Bremen. Nach starker Kriegszerstörung wurde das Gewerbehaus in der Nachkriegszeit wiederaufgebaut.
Das Gebäude steht seit 1973 unter Denkmalschutz.

## Geschichte

Das Wandschneiderhaus, westlich der Ansgariikirche, ist rot markiert, um die winkelförmige Anlage zu verdeutlichen. Aus der Stadtansicht von Meier/Schultz, 1644

### Wandschneiderhaus von 1619/21
Das Haus im Stil der Weserrenaissance wurde von 1619 bis 1621 im Auftrag der Wandschneider (sie betrieben in Bremen den Einzelhandel mit importierten Tuchen) als repräsentatives Versammlungshaus mit Festsaal errichtet. Die Initiative ging auf den Wandschneider Diedrich Dieckhoff den Jüngeren (1560–1624) zurück, der 1597 Ratsherr geworden war und den Bau mit erheblichen Zuwendungen unterstützte.
Es besteht aus zwei im Winkel zueinander stehenden Häusern, von denen eines (entlang der heutigen Wandschneiderstraße) einen prächtigen Giebel zum Ansgarikirchhof präsentiert und der im rechten Winkel dazu stehende Flügel einen fast symmetrisch dazu ausgebildeten Zwerchgiebel zum gleichen Platz wendet. Unter dem rechten, nördlichen, mit einer Nischenfigur des Merkur geschmückten Giebel trat man durch ein (mit Justitia, Herkules, Minerva) figurengeschmücktes Säulenportal in eine geräumige Dielenhalle, über der, ganz ähnlich wie im Rathaus, der große Festsaal angeordnet war. Er war senkrecht zur Ansgarikirchhoffassade ausgerichtet und maß 25 mal 11,60 Meter. Die reichen Steinhauerarbeiten der Fassaden stammen von Johann Nacke (1618 Meister, 1620 gestorben) und ab 1620 von Ernst Crossmann (aus Lemgo, seit 1613 Bremer Bürger, 1622 gestorben), dem auch der qualitätvolle figürliche Schmuck zugeschrieben wird.
Im Wandschneiderhaus fanden neben den Amtsgeschäften und Versammlungen der Tuchhändlergilde vor allem familiäre Feiern wie Hochzeiten auch von wohlhabenden Bürgern außerhalb der Gilde statt, so dass sich die Bezeichnung Kost - und Hochzeitshaus einbürgerte. Das Gemälde Hochzeit zu Cana von 1660 des Malers Franz Wulfhagen hing vermutlich in diesem Festsaal, war bis etwa 1862 im Gebäude und befindet sich heute im Focke-Museum.

### Kramer-Amtshaus seit 1685

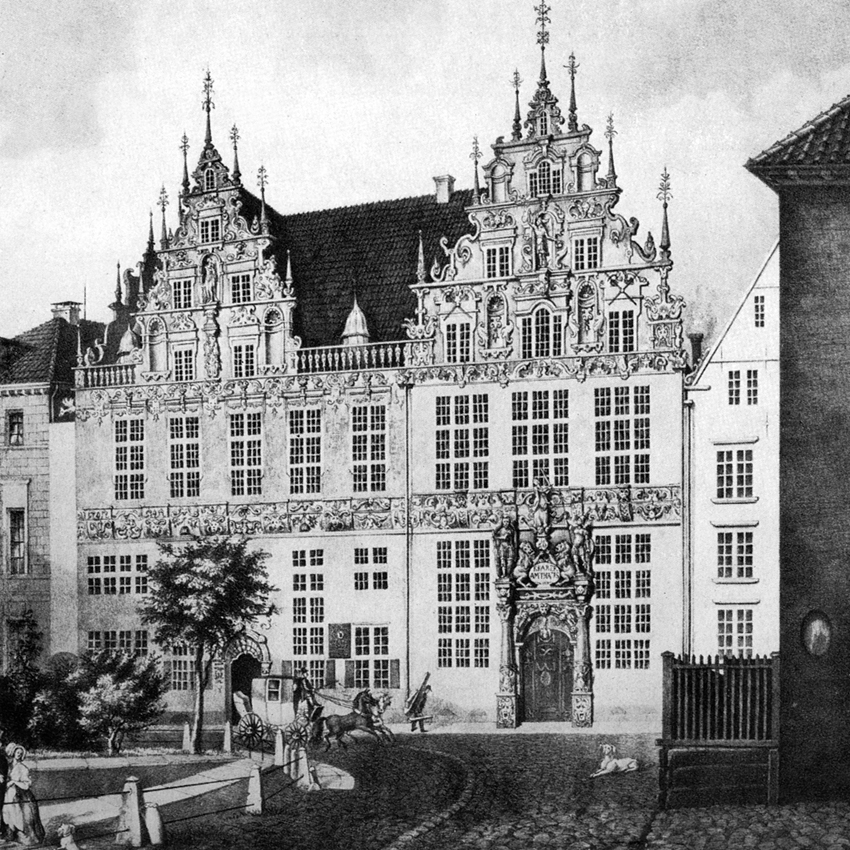
Lithographie des Wandschneiderhauses (damals Kramer-Haus) nach einer Zeichnung von F. W. Kohl von 1845: Beide Portale sind erkennbar

Seit 1657 geriet die Wandschneidersozietät, die sich mit den Kosten des Baus (24 269 Bremer Mark) wohl übernommen hatte, in größer werdende finanzielle Probleme. 1675 verfügte der Rat, dass alle Hochzeiten nur in diesem Gebäude stattfinden durften. Auf Grund anderer sinkenden Einnahmen der Wandschneider blieb diesen 1685 nur der Verkauf des Gebäudes für 5000 Reichstaler an die konkurrierende Zunft der Kramer übrig. Es hieß nun Kramer-Amtshaus und wurde weiterhin als Veranstaltungsgebäude genutzt. Der Kauf wurde durch eine nicht mehr vorhandene Sandsteintafel dokumentiert.
Zu den Veranstaltungen im Kramer-Amtshaus gehörten auch Auftritte der Gaukler, der Poppendantzers oder der Linen Dantzers (Seiltänzer). Staatsgäste nahmen hier Quartier, so auch am 9. Dezember 1709 Zar Peter der Große. Versteigerungen fanden hier statt und 1825 wurde von 12 Konzerten berichtet. So trat in den 1820ern u. a. die Sängerin Henriette Grabau hier mehrmals auf, sie wurde später erste Sängerin am Leipziger Gewandhaus. Von 1849 bis 1861 nutzte Prediger Ludwig Sigismund Jacoby von der Bischöflichen Methodistenkirche die Räumlichkeiten, um für seine Kirche zu werben.
1780 fand ein Umbau unter Leitung des Eltermanns der Seiden-Krämer Ernst Trüper (1714–1797) statt. Die beiden übereinanderliegenden Säle wurden dabei unterteilt. Die bemalte Balkendecke über der Dielenhalle im Erdgeschoss wurde verkleidet. 1792 wurde der vorhandene Keller im nördlichen Kosthaus um 5,50 Meter nach Westen erweitert. Eine Tafel, die davon zeugt, ist heute in der Gaststätte Alte Gilde zu sehen.
Seit 1849 war in Bremen eine neue Verfassung gültig, wonach eine Gewerbekammer eingeführt wurde und eine größere Gewerbefreiheit postuliert wurde, die 1861 durch eine Verordnung mit der Aufhebung der bisherigen Gewerbeprivilelegien realisiert wurde. Damit war das Schicksal der Kramerinnung besiegelt. Die neue Gewerbekammer suchte für sich ein Domizil und kaufte 1861 mit erheblicher Unterstützung durch den Senat für 35.000 Louisdor (heute 8 Mio. Euro) das Gebäude vom Krameramt.

### Gewerbehaus seit 1861
Nach der Einführung der Gewerbefreiheit kaufte die seit 1849 bestehende Bremer Gewerbekammer am 24. September 1861 das Amtshaus für 35.000 Taler Gold; der Kaufpreis kam indes vom Bremer Staat, dem das Haus fortan gehörte. Für die neue Nutzung des ab 1863 so bezeichneten Gewerbehauses fanden 1862 bis 1863 größere Umbauten des Gebäudeinneren nach Plänen des Architekten Simon Loschen statt. Vor allem wurde das größere nördliche Portal in die Mitte versetzt, das kleinere Portal entfiel. 1874 erfolgte an der Hofseite ein Anbau für die Technische Anstalt. 1912/1913 wurde das Gebäudeinnere abermals umgebaut, was jedoch auf die Gestaltung der Fassade keinen Einfluss hatte.
Das Ansgar-Denkmal wurde 1865 nach einem Entwurf von Carl Steinhäuser als Marmorgruppe auf einem Sandsteinsockel zwischen Ansgariikirche und Gewerbehaus aufgestellt. Anlass war der 1000. Todestag von Erzbischof Ansgar. 1944 wurde das Denkmal durch den einstürzenden Turm der Ansgari-Kirche zerstört.

### Wiederaufbau 1948 bis 1959

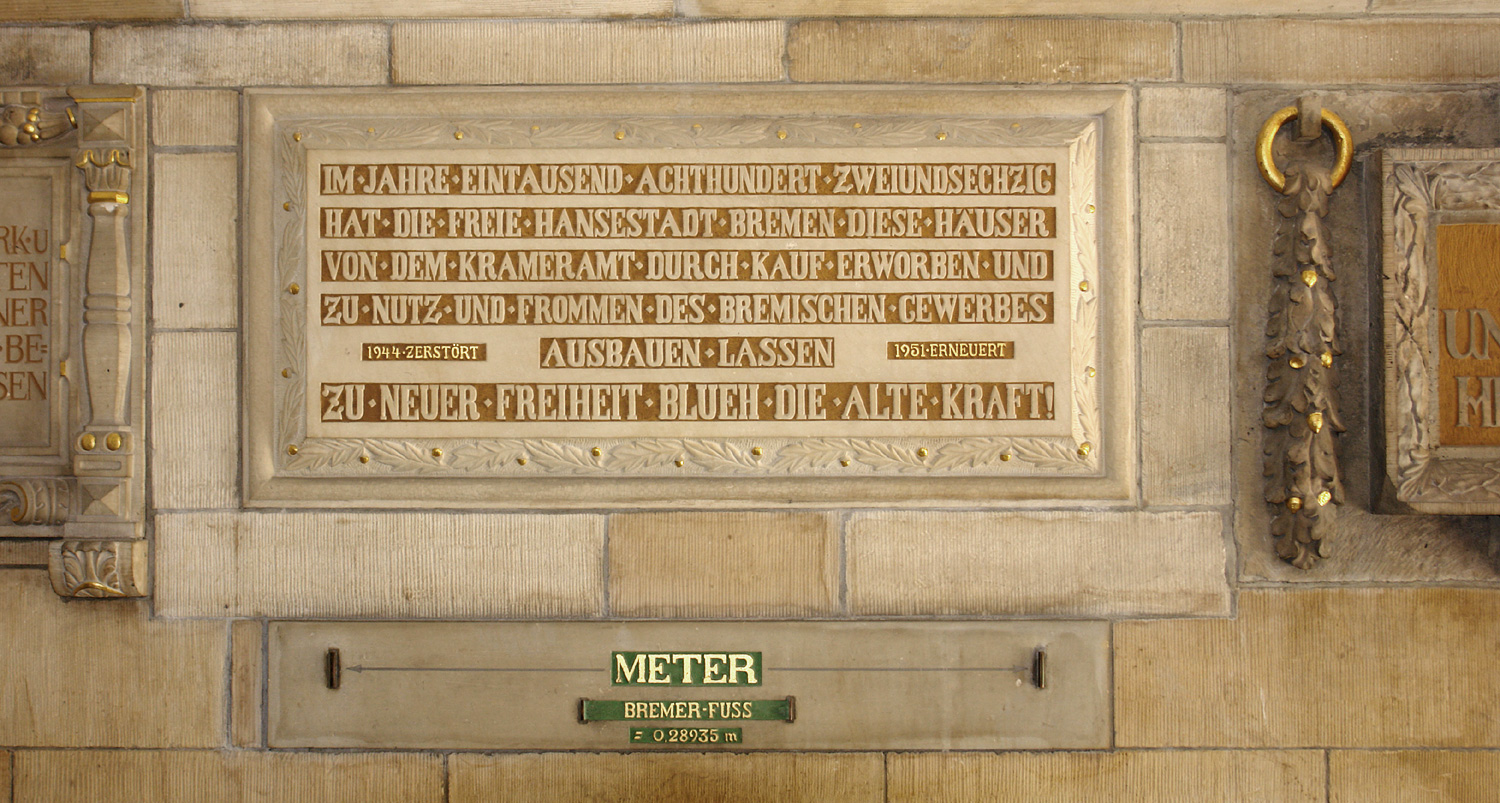
Inschrift von 1951 in der Vorhalle

Durch ein Bombardement im Zweiten Weltkrieg wurde das Gewerbehaus am 6. Oktober 1944 nahezu vollständig zerstört. Das Eingangsportal war durch Splitterschutzmauern besonders gesichert und blieb deshalb erhalten.
Der Wiederaufbau begann 1948 (Jahreszahl im Fries) unter Leitung von Gustav Ulrich mit der Rekonstruktion des friesgeschmückten Erdgeschosses. 1951 war das Erdgeschoss fertiggestellt und die Handwerkskammer sowie die Kreishandwerkerschaft zogen ein. Von 1955 bis 1956 wurde das Obergeschoss hinzugefügt, das vorläufig aber ein Behelfsdach erhielt. Der Südgiebel zur Hutfilterstraße wurde 1955 auf Anregung von Denkmalpfleger Rudolf Stein durch erhaltene Teile des Wrissenbergischen Giebels vom Haus Langenstraße Nr. 34 gestaltet. Der ursprünglich hierfür zu kleine Giebel aus dem Barock mit Rokokoelementen von 1756 musste um eine Staffel erhöht und zudem verbreitert werden. Es folgte ab 1957 die Renovierung zur öffentlichen Nutzung des Kellers, der ab 1935 als Luftschutzraum gedient hatte. Am 28. April 1958 konnte im Gewölbekeller mit seinen viereckigen Pfeilern eine Gaststätte mit dem Namen Alte Gilde eingeweiht und verpachtet werden. Die Rekonstruktion der beiden Ostgiebel aus der Weserrenaissance erfolgte in nur fünf Monaten und konnte am 20. Dezember 1959 fertiggestellt werden. 1965 konnten schließlich die Fassaden farblich und durch einige Vergoldungen gestaltet werden. 1970 bis 1972 wurden die großen Räumlichkeiten im Erdgeschoss – Vorhalle, Haupthalle und Innungssaal – nach Plänen von Karl Dillschneider neu gestaltet. Saal und Halle erhielten Teakholzverkleidungen. 1997/98/99 erfolgte aus Anlass zum 150-jährigen Bestehen der Handwerkskammer Bremen Umbauten und eine Renovierung. Der bisherige große, rechte Innungssaal wurde nun als Handwerkssaal bezeichnet. Der Alte Kammersaal wurde zur Garderobe. Der große Neuer Kammersaal im Obergeschoss des rechten, nördlichen großen Kosthauses wurde in Wandschneidersaal umbenannt. Der im Erdgeschoss neu entstandene kleine Saal, links vom Eingang, erhielt den Namen Innungssaal. 1999 wurde die Fassade renoviert.
Das Gebäude ist seit seinem Wiederaufbau Sitz der Handwerkskammer Bremen, die das Haus am 12. Mai 1959 von der Stadt erwarb.

## Heutige Gestalt und Bedeutung

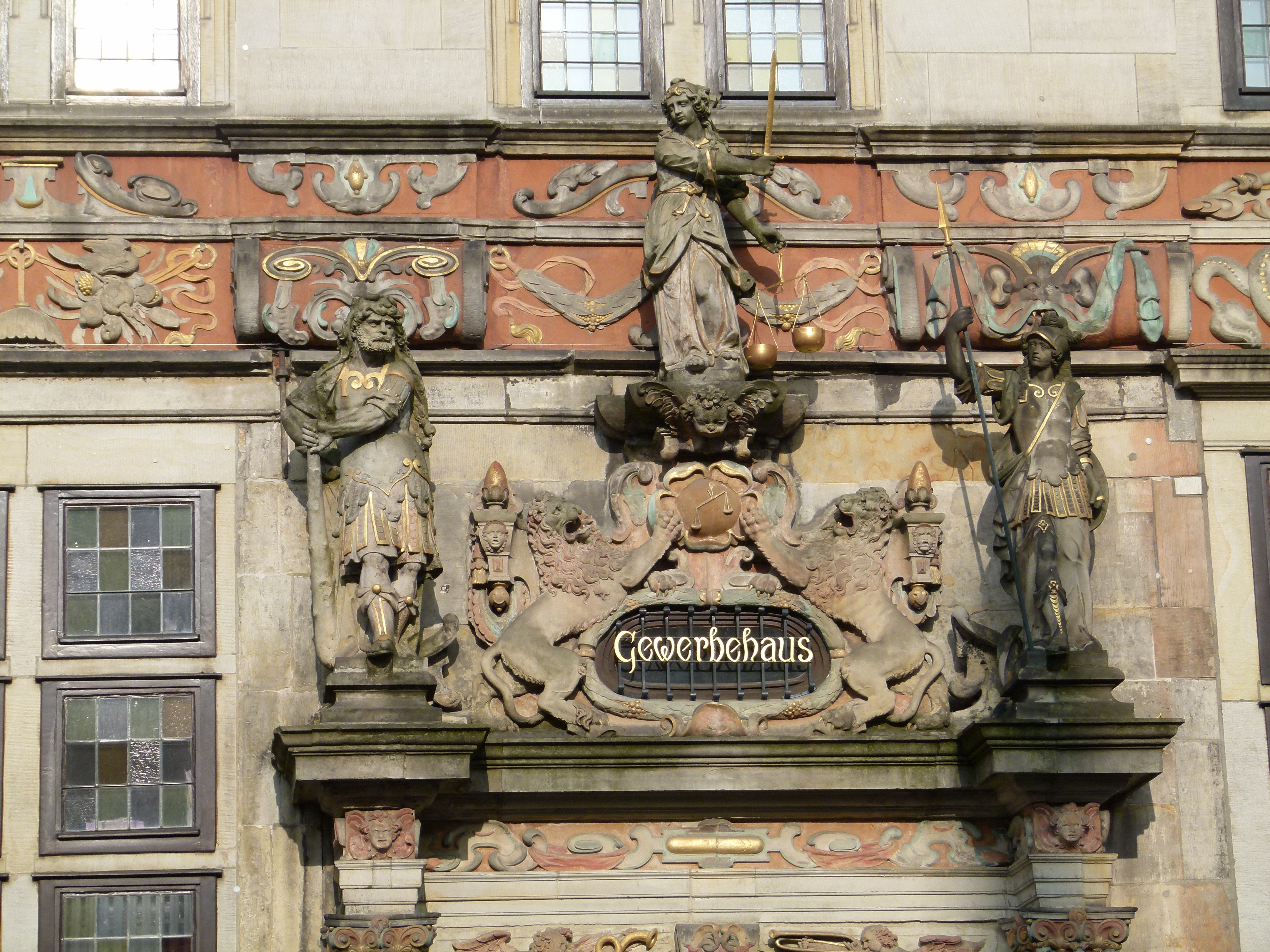
Ensemble von Justitia, Minerva und Herakles

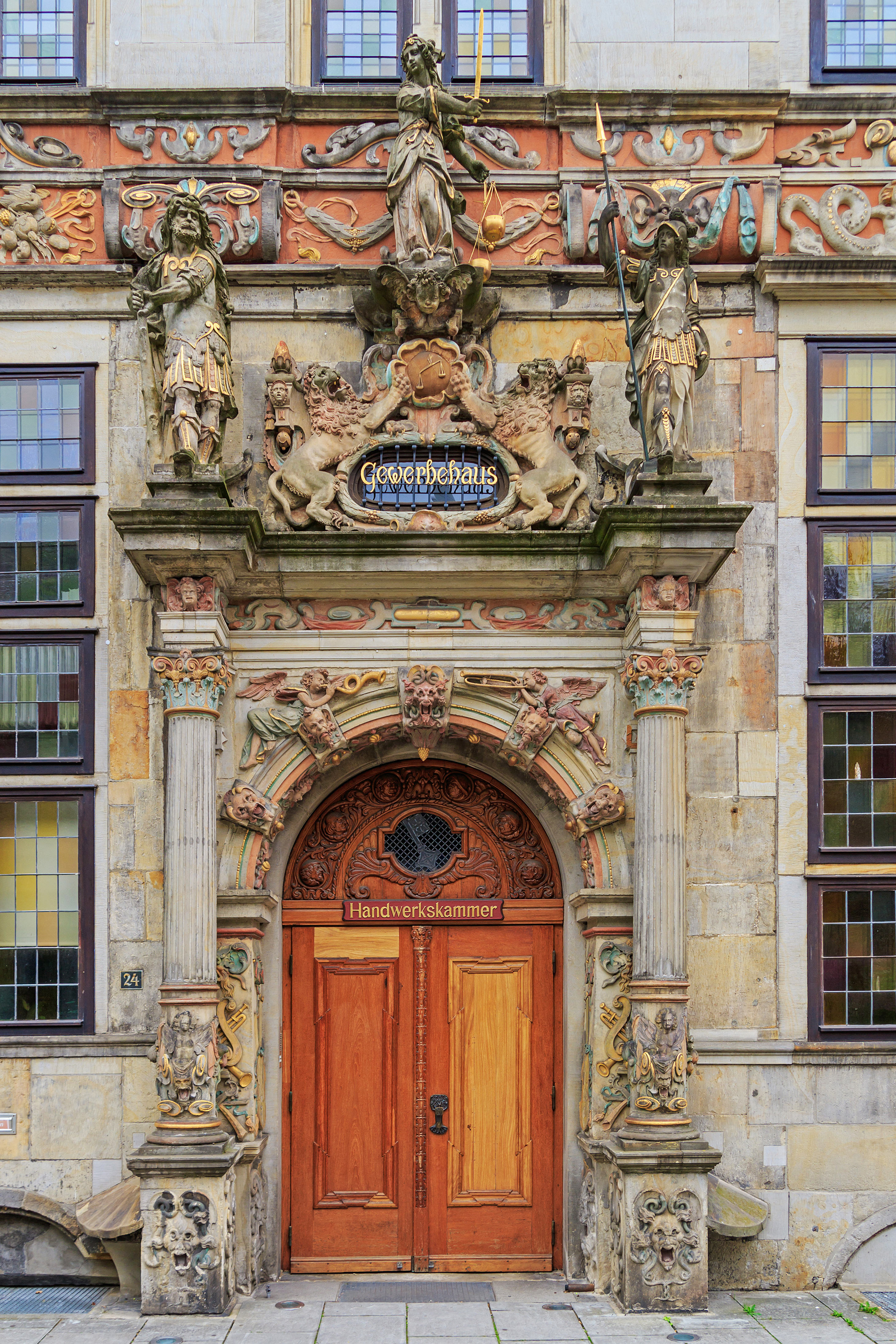
Das in die Mitte der Längsseite versetzte Portal

Die beiden Giebel der Längsseite vermitteln, ebenso wie das zentrale große Rundbogenportal mit den korinthischen Säulen, nicht mehr den Eindruck eines aus zwei Häusern zueinandergefügten Gebäudes.
Obwohl der Bau nur noch zu geringen Teilen aus originaler Bausubstanz besteht, verkörpert er doch wie kein anderes in Bremen Anspruch, Stil und Dekorformen des bremischen Bauens 15 Jahre nach Fertigstellung des Rathauses: Die komplett aus Sandstein ausgeführte Fassade, der allegorische Figurenschmuck und die frühen Beispiele des Ohrmuschelstils sind bemerkenswert, die „Gesamtkomposition der beiden Giebel ... bedeutet den Durchbruch von der Renaissance zum Barock“ (Stein).
Weitgehend original ist das Portal zum Ansgarifriedhof, mit den Allegorien der Justitia, von Minerva und Herkules flankiert. Das Ensemble symbolisiert Gerechtigkeit, Weisheit und Kraft.
Oben, im linken Giebel ist die zerstörte Figur der Venus durch die Sandsteinfigur eines Steinmetzen ersetzt und rechts im Merkurgiebel der römische Handelsgott durch die Figur eines Maurers, beide von Georg Arfmann, gegen 1959.
Der ganz zerstörte barocke Südgiebel, über dessen ursprüngliches Aussehen praktisch nichts bekannt ist, weil ein anderer Bau zwischen Hutfilterstraße und Gewerbehaus die Sicht versperrt hatte, wurde aus erhaltenen Teilen zweier kriegszerstörter Bürgerhäuser und vielen Ergänzungen frei rekonstruiert. Der kleine Platz zur Hutfilterstraße hin wurde nicht wieder zugebaut.

## Umgebung
Auf dem Platz vor dem Gewerbehaus, dem Ansgarikirchhof, befindet sich die Ansgar-Säule von Kurt-Wolf von Borries. Sie erinnert an die hier im Krieg zerstörte mittelalterliche Ansgarii-Kirche und wurde 1965 in Erinnerung an den 1100. Todestag des Hl. Ansgar aufgestellt.